# Ocularia protati
Ocularia protati är en skalbaggsart som beskrevs av Pierre Lepesme och Stefan von Breuning 1955. Ocularia protati ingår i släktet Ocularia och familjen långhorningar.
Artens utbredningsområde är Togo. Inga underarter finns listade i Catalogue of Life.